# Jordan Mechner

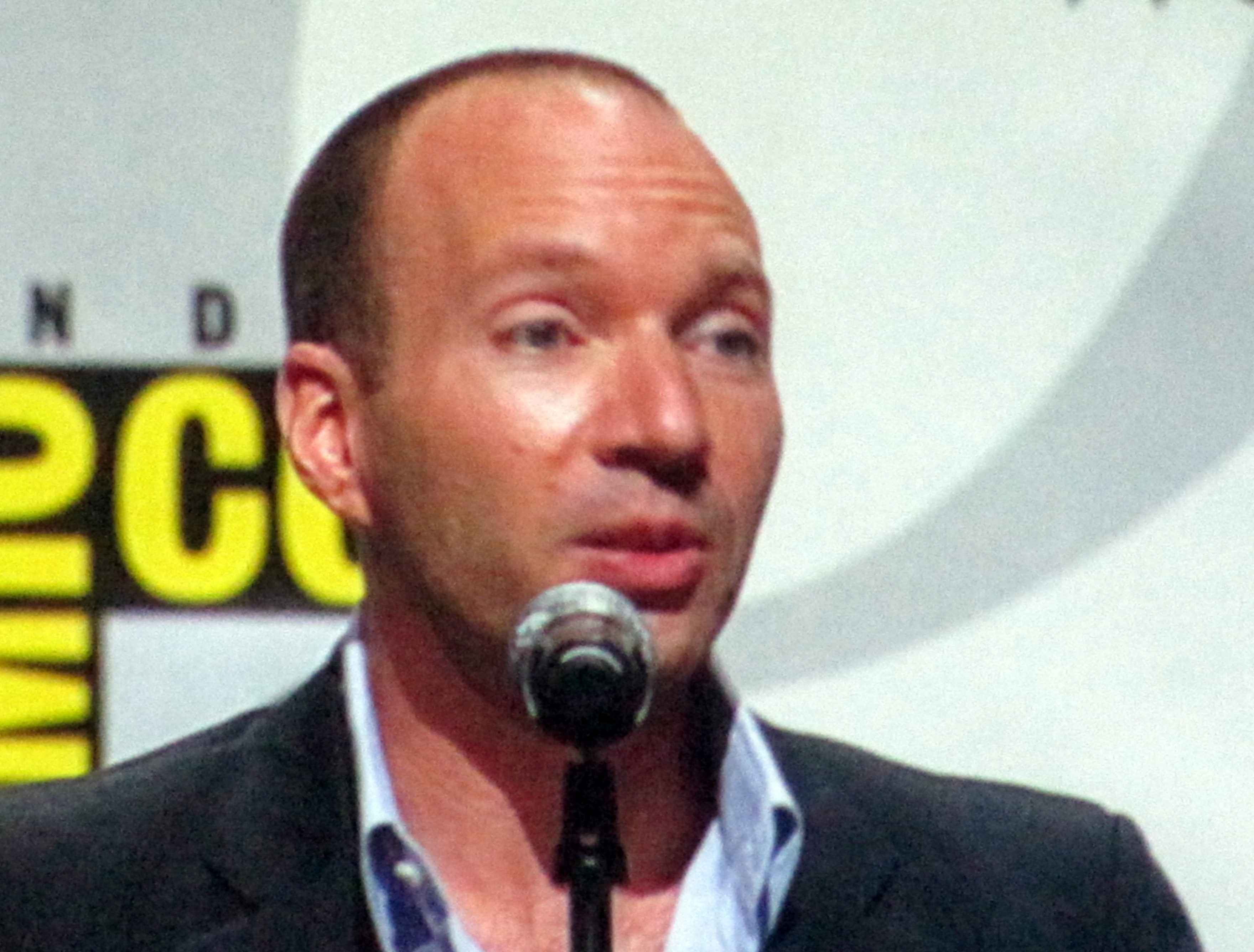
Jordan Mechner (2010)

Jordan Mechner (* 4. Juni 1964 in New York City) ist ein US-amerikanischer Computerspielentwickler.
Bekannt wurde er hauptsächlich mit seinem Spiel Prince of Persia. Aber auch die Spiele Karateka (1984), The Last Express (1997) und die weiteren Teile von Prince of Persia, bei denen er mitarbeitete (Prince of Persia 2, Prince of Persia 3D und Prince of Persia: The Sands of Time) wurden mit mehreren Preisen ausgezeichnet.
Mechner machte 1985 seinen Abschluss auf der Yale University. Neben seinen Arbeiten als Spieleentwickler arbeitete er als Drehbuchautor.
Im Jahr 2010 wurde unter dem Titel Prince of Persia: Der Sand der Zeit nach seinem Drehbuch das erste Computerspiel der neueren Prince-of-Persia-Trilogie verfilmt.
Am 17. April 2012 veröffentlichte Jordan Mechner den bisher für verloren geglaubten Quellcode von Prince of Persia für den Apple II auf GitHub.

## Werke
- Replay: Memoir of an Uprooted Family. St. Martin’s Press, New York 2024, ISBN 978-1-250-87375-0.